# Quark (Milchprodukt)

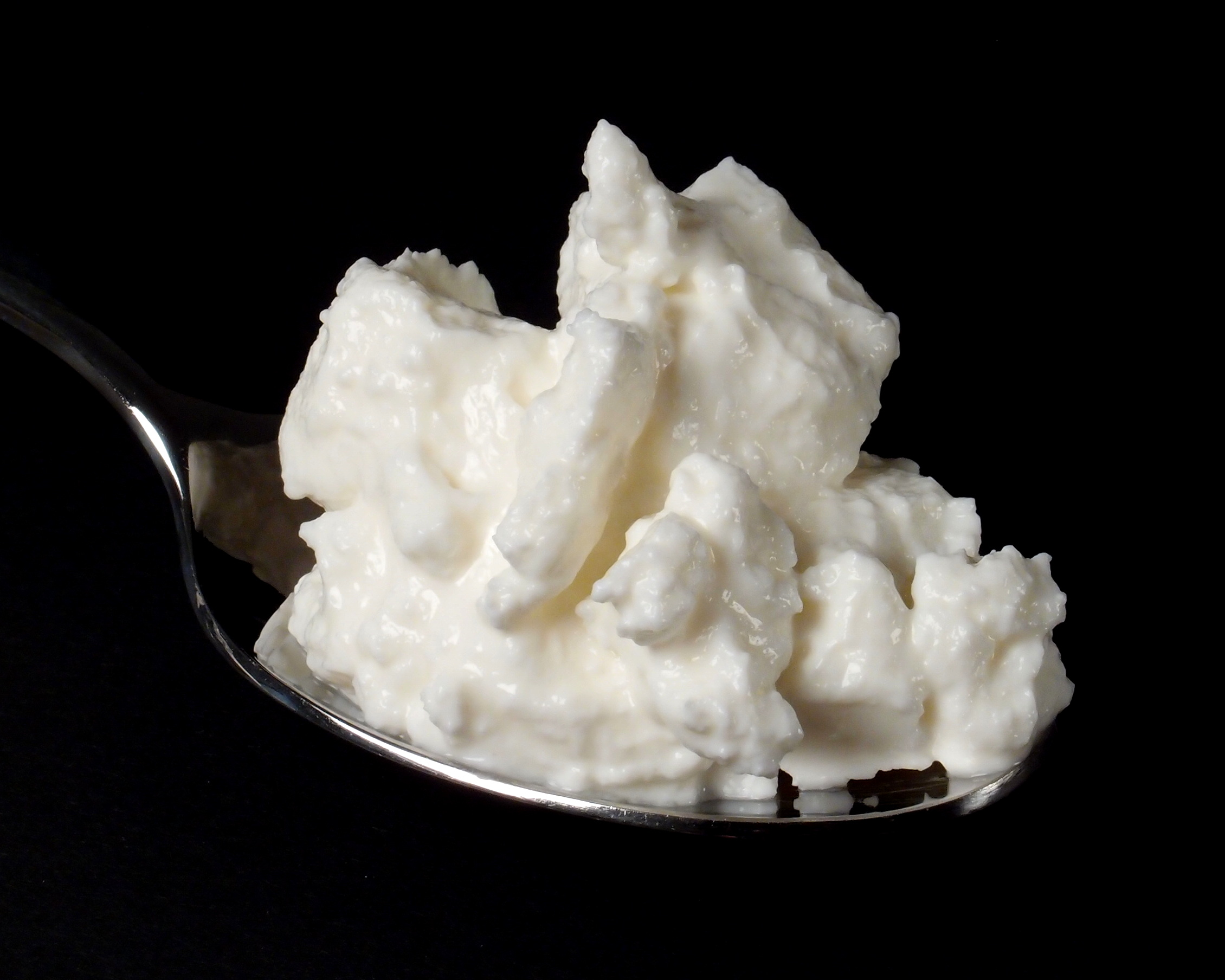
Speisequark, Magerstufe

Quark (bundesdeutsches und Schweizer Hochdeutsch) oder Topfen (bairisch, österreichisches Hochdeutsch), ist das aus der Milch durch Zugabe von Lab oder durch bakterielle Bildung von Milchsäure ausgefällte Milcheiweiß (Casein). Die von den geronnenen Milchbestandteilen getrennte Flüssigkeit, die Molke, wird durch Auspressen und Filtrieren der Dickete mehr oder minder gründlich entfernt, so dass Quark eine weiche bis krümelige Masse bildet.
Speisequark wird hauptsächlich durch Milchsäurebildung, aber auch durch Zugabe geringer Mengen Labenzym dickgelegt.
Im Gegensatz dazu wird Sauermilch- oder Käsereiquark in der Regel ohne Lab oder Lab-Ersatzstoffe dickgelegt. Nur bei einigen speziellen Käsesorten gibt man zusätzlich auch Labquark hinzu.
Sauermilchquark dient als Zwischenprodukt bei der Käseherstellung.

## Speisequark
Der Speisequark zählt zu den Frischkäsesorten und wird in allen Fettstufen angeboten, wobei im Handel in Deutschland üblicherweise Magerquark (Magerstufe, unter 10 % Fett i. Tr.) sowie Quark mit 20 und 40 % Fett i. Tr. (Halbfett- und Fettstufe) erhältlich sind. Der Wassergehalt ist hoch, wie alle Frischkäse muss Speisequark gemäß der deutschen Käseverordnung mindestens 73 % Wasser in der fettfreien Masse (der sogenannte Wff-Wert) haben. Speisequark ist milchig-weiß bis rahmgelb (je nach Fettgehalt), gleichmäßig weich und geschmeidig, und schmeckt leicht milchsauer.
In Österreich, Bulgarien, Tschechien, Polen und Ungarn findet man einen Topfen mit besonders geringem Wassergehalt. Er ist in Österreich unter der Bezeichnung „Bröseltopfen“, „Bauerntopfen“ oder „gepresster Topfen“ erhältlich und wird u. a. zur Zubereitung von Pirogi ruskie, Topfenknödel, Kasnudeln oder Schlutzkrapfen verwendet.

### Herstellung
Ausgangsprodukt der Speisequarkherstellung ist Milch. Zur Herstellung von Magerquark verwendet man Magermilch; zur Herstellung der Halbfett- und Fettstufe könnte man prinzipiell im Fettgehalt eingestellte Milch einsetzen, und zwar Milch mit 0,9 % Fett für 20-prozentigen Quark, Milch mit 2,4–2,5 % Fett für 40-prozentigen Quark. Diese Vorgehensweise hat aber den Nachteil, dass man immer Fett verliert, das zusammen mit der Molke abläuft. Darum setzt man heutzutage fast ausschließlich Magermilch ein und fettet zur Herstellung der anderen Fettgehaltsstufen den resultierenden Magerquark erst am Ende des Prozesses durch Zugabe von Rahm auf.
Die Säuerung erfolgt üblicherweise bei relativ niedrigen Temperaturen von 20–22 °C mit einer Beimpfung mit 1–2 % Milchsäurekulturen; von der Warmsäuerung bei über 25 °C und mehr ist man weitgehend abgekommen. Erst nach 1–3 Stunden wird Lab zugegeben, nach 6–8 Stunden sollte die Milch einen Säuregrad von 18 °SH erreichen und gerinnen. Anschließend müssen Quark und Molke getrennt werden, wofür es verschiedene Methoden gibt.

#### Traditionelle Herstellung
Traditionell wird der Quark aus dem Behälter, in dem die Milch dickgelegt worden ist, mit einer Kelle abgeschöpft und in Säcke oder ausgelegte Tücher gefüllt, aus denen man die Molke dann ablaufen lässt. Das Ablaufen dauert mehrere Stunden und wird durch gelegentliches Umpacken, Durchschütteln und Nachbinden der Säcke gefördert. Anschließend wird der Quark passiert, um eine gleichmäßige Konsistenz sicherzustellen, und abgefüllt. Das Verfahren ist besonders schonend, was sich positiv auf die Geschmeidigkeit des Quarks auswirkt, erfordert jedoch aufwendige Handarbeit und ist den moderneren Verfahren in hygienischer Hinsicht unterlegen.

#### Quarkfertiger
Speisequarkfertiger automatisieren das Abfiltrieren der Molke und arbeiten dadurch wirtschaftlicher und hygienischer. Es gibt verschiedene Funktionsprinzipien, von denen vor allem das System Schulenburg noch größere Bedeutung hat.
- System Roth: Die Kesselmilch liegt in einer drehbar gelagerten Wanne. Nach dem Dicklegen und Verschneiden wird diese mit einer Siebplatte abgedeckt, die mit Kunstfasergewebe bespannt ist, und in programmierbaren Bewegungen um die Längsachse gedreht, wodurch die Masse zerreißt und die Molke durch das Siebtuch abläuft. Wenn die Molke in ausreichendem Maße entfernt ist, wird der Deckel abgenommen und der Quark durch Drehen der Wanne in einen fahrbaren Behälter gekippt.
- System Schulenburg, 1953 von Johannes Schulenburg zum Patent angemeldet[7]: Die Wanne mit der Kesselmilch bleibt unbeweglich. Nach einer voreingestellten Zeit senkt sich eine zweite Wanne mit perforiertem Boden elektrohydraulisch in die dickgelegte Milch und drückt den Quark zusammen, die Molke tritt in die Siebwanne über und wird abgepumpt. Wenn die Molke in ausreichendem Maße entfernt ist, hebt sich die Siebwanne wieder an und der Quark wird durch eine Entnahmeluke in der unteren Wanne in einen fahrbaren Behälter gefüllt.
- System Berge: Eine Anordnung von Säcken, in welche die Dickete eingefüllt wird, und die automatisch gehoben und gesenkt werden, wodurch der Quark eine rollende Bewegung vollführt und die Molke abläuft.

Diese Geräte bieten zwar entscheidende Vorteile gegenüber der Handarbeit, erfordern aber weiterhin hohen Arbeitsaufwand und gestatten nur chargenweise, nicht kontinuierliche Herstellung. In Großbetrieben sind sie daher weitestgehend durch Quarkseparatoren abgelöst worden. In kleineren Betrieben werden sie nach wie vor eingesetzt, und es wird teilweise ausdrücklich mit der besonderen Qualität des „Schulenburgquarks“ geworben, die sich aus der vergleichsweise schonenden Herstellung ergeben soll.

#### Quarkseparatoren
Quarkseparatoren sind die heute üblicherweise eingesetzte Trenntechnik. Es handelt sich um Separatorzentrifugen, in welche die gründlich gerührte dickgelegte Milch bei relativ hoher Temperatur (27 °C) eingepumpt wird. Die Zentrifuge trennt Quark und Molke, und der Quark wird sofort wieder auf 5–6 °C heruntergekühlt, damit er nicht nachsäuert.

### Zusammensetzung
Quark besteht zu ca. 80 % aus Wasser. 100 g Quark mit 50 % Fett i. Tr. enthalten daher 10 g Fett.
Zudem enthält Quark etwa 12–13 g Eiweiß je 100 g.

#### Fettgehalt unterschiedlicher Sorten
Der Prozentsatz gibt den jeweiligen Fettanteil bezogen auf die Trockenmasse (Abkürzung: i. Tr.) an:
Doppelrahmstufe: 65 bis 85 %

Rahmstufe: 50 %

Vollfettstufe: 45 %

Fettstufe: 40 % (auch Sahnequark genannt)

Dreiviertelfettstufe: 30 %

Halbfettstufe: 20 %

Viertelfettstufe: 10 %

Magerstufe: unter 10 %

### Verwendung
Speisequark ist ein günstiges und vielseitiges Frischkäseprodukt mit hohem Eiweißgehalt, das breite Verwendung findet. Er ist eine preiswerte Eiweißquelle. Von vielen Sportlern der Kraftdisziplinen sowie Bodybuildern wird Quark daher ohne Zusätze verzehrt.
Quark wird sowohl frisch verzehrt, etwa mit Wasser, Milch oder Joghurt verdünnt zu Müsli, als Gemüsedip, als Zutat einer Salatsauce, mit Leinöl und Kräutern verfeinert zu Kartoffeln, als Brotaufstrich mit Honig oder Konfitüre/Marmelade.
Quark mit Leinöl, bei dem angerührter und gewürzter sowie meist mit Kräutern verfeinerter Quark mit Leinöl vermengt wird, ist ein traditionelles Gericht der so genannten „armen Küche“ aus der Lausitz und insbesondere dem Spreewald, das aber auch in Sachsen und Schlesien anzutreffen war. Generell werden dazu Pellkartoffeln als Beilage gereicht. Unter Einfluss der sorbischen Bevölkerung hat das Quark-Leinöl-Gericht in Sachsen bis zum Erzgebirge große Popularität erlangt und gilt als lokale Spezialität der Sächsischen Küche. Zudem gilt es als „Nationalgericht“ der Spreewälder, der Sorben und der Berliner.
Quark hat Bedeutung als Backzutat. Bekannt ist die Verwendung als Auflage oder Füllung für Käsekuchen und Topfenstrudel, aber auch als Teigbestandteil eignet er sich, sowohl für Spezialbrote als auch für Backwaren aus feinem Hefeteig wie Quarkkrapfen und Quarkstuten. Außerdem dient er als wichtigste Zutat für Quark-Öl-Teig, aus dem sich sowohl süßes als auch herzhaftes Gebäck herstellen lässt, und bei dem es sich nicht um einen Hefeteig handelt, der aber als schnell zubereiteter Ersatz für Hefeteig dienen kann.

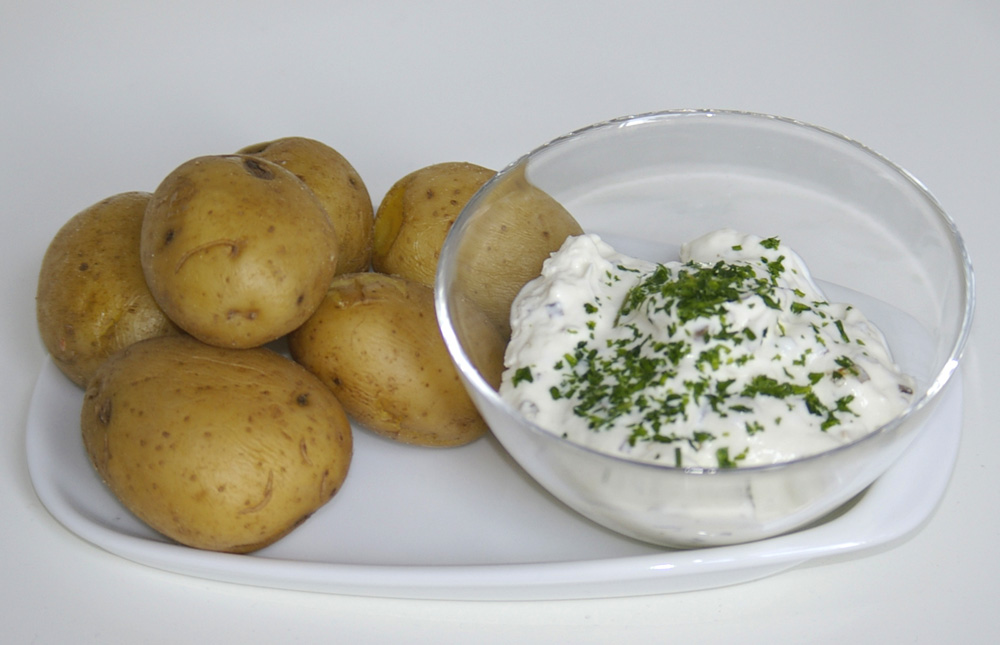
Kräuterquark mit Pellkartoffeln
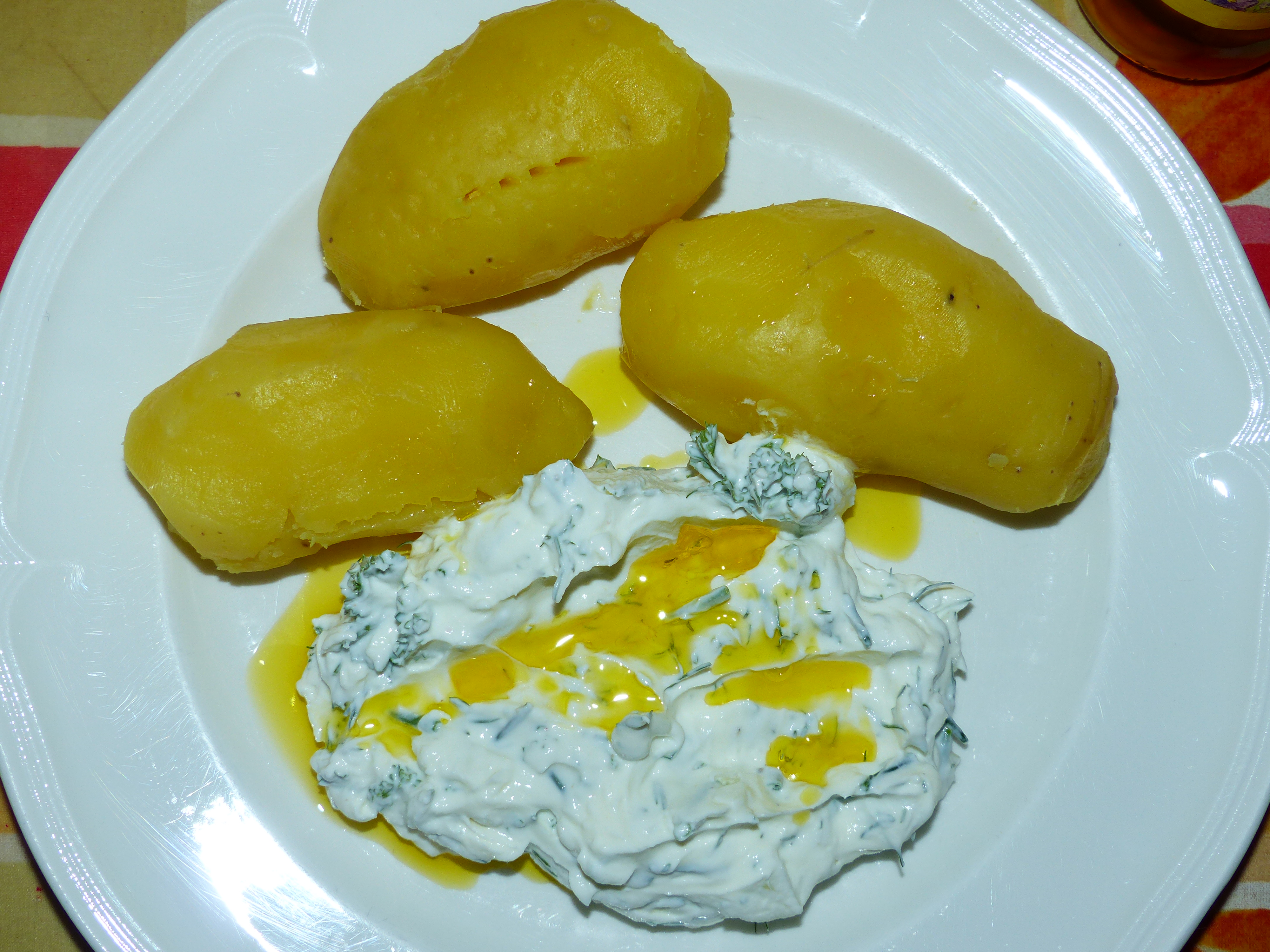
Kräuterquark mit Leinöl und Pellkartoffeln
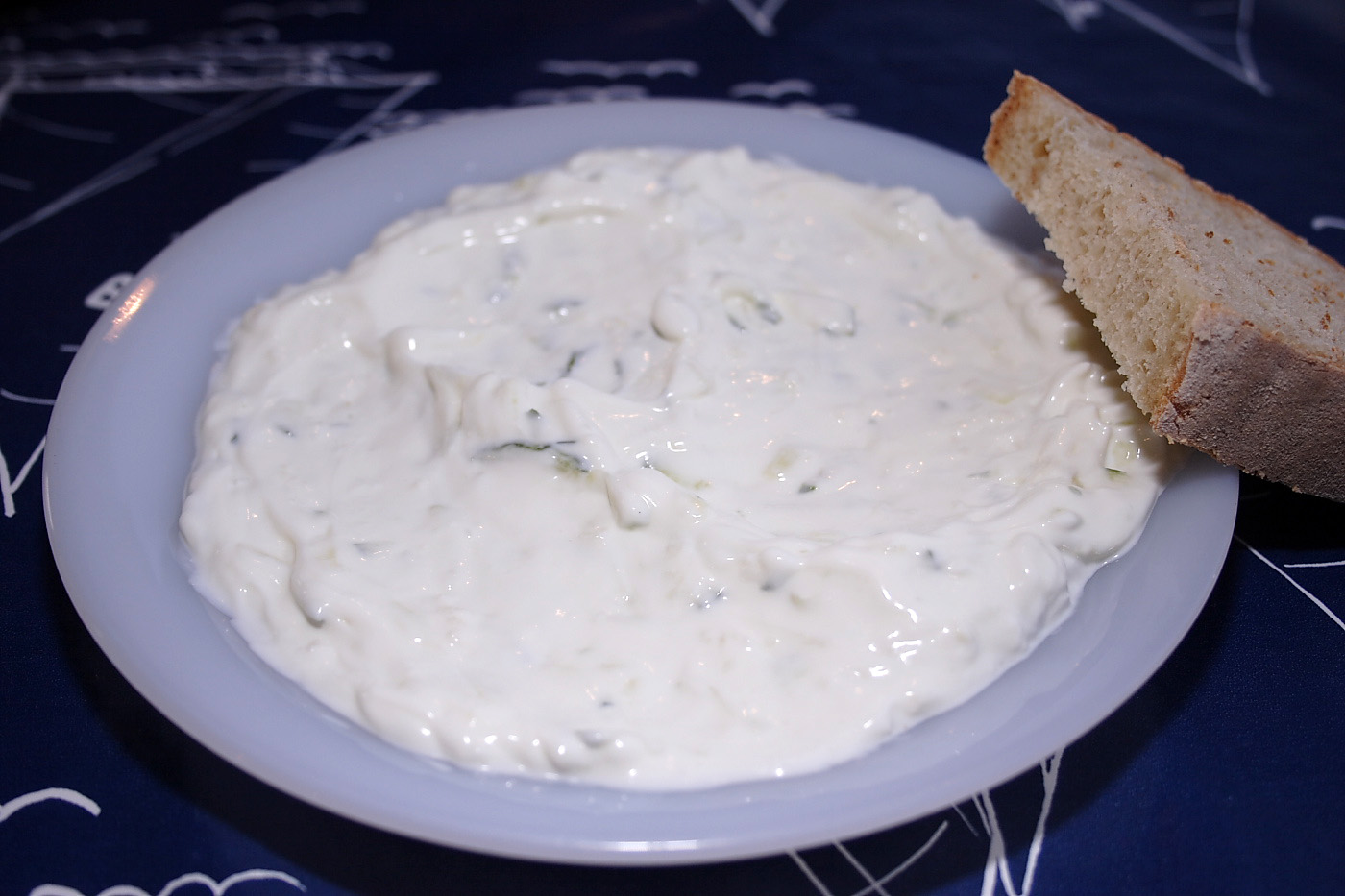
Quark als Brotaufstrich
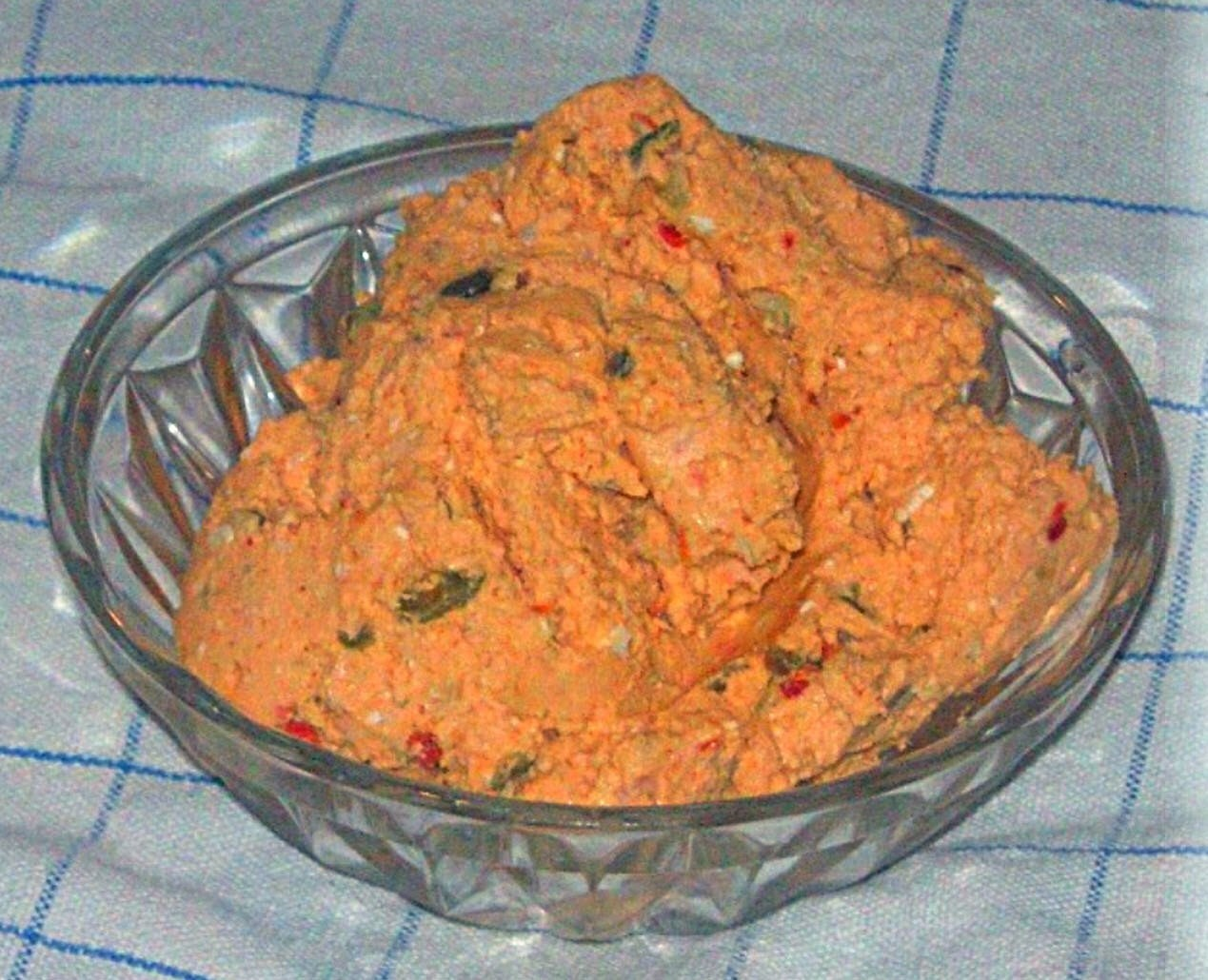
Quark als pikanter Brotaufstrich
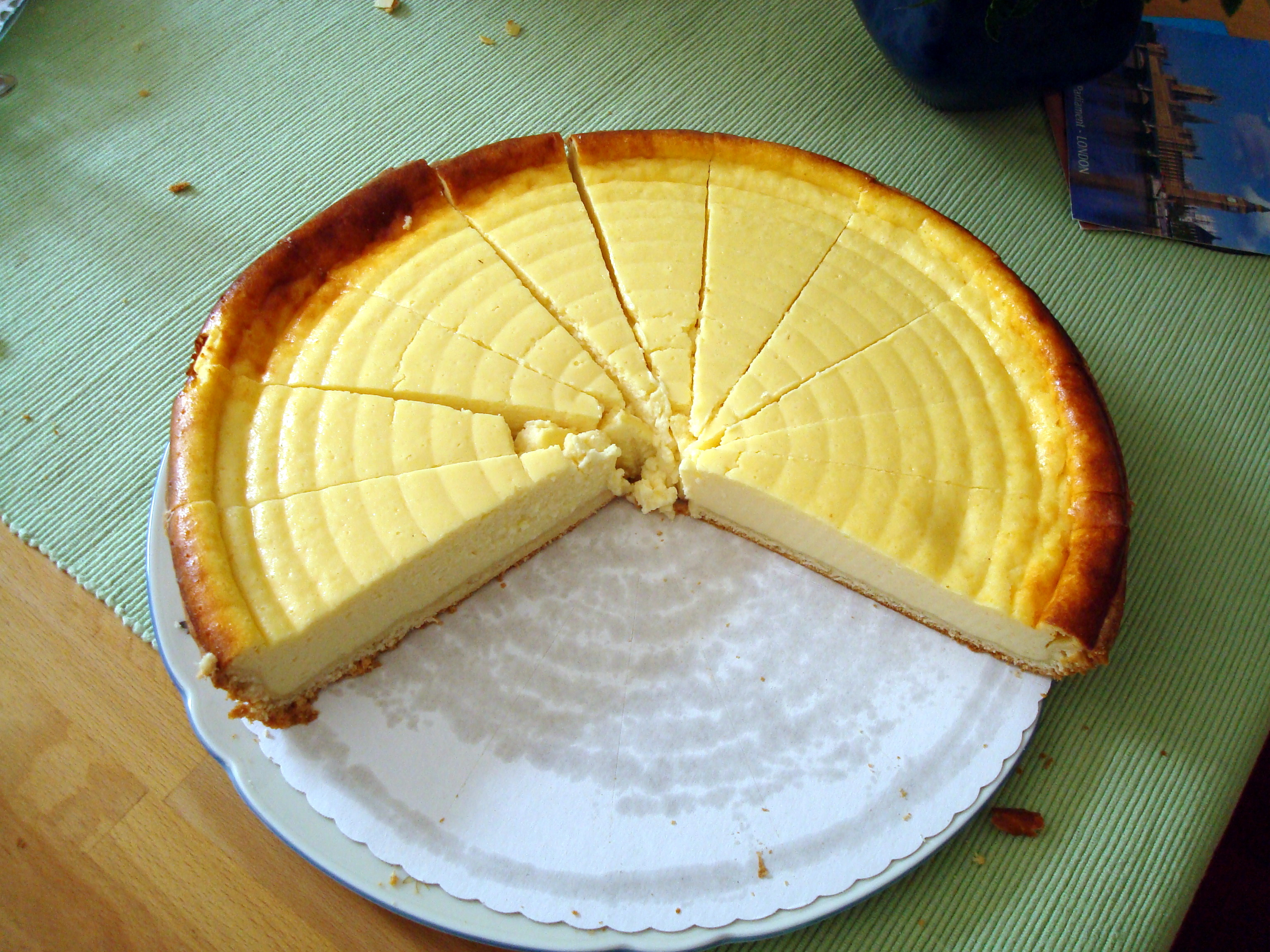
Deutscher Käsekuchen
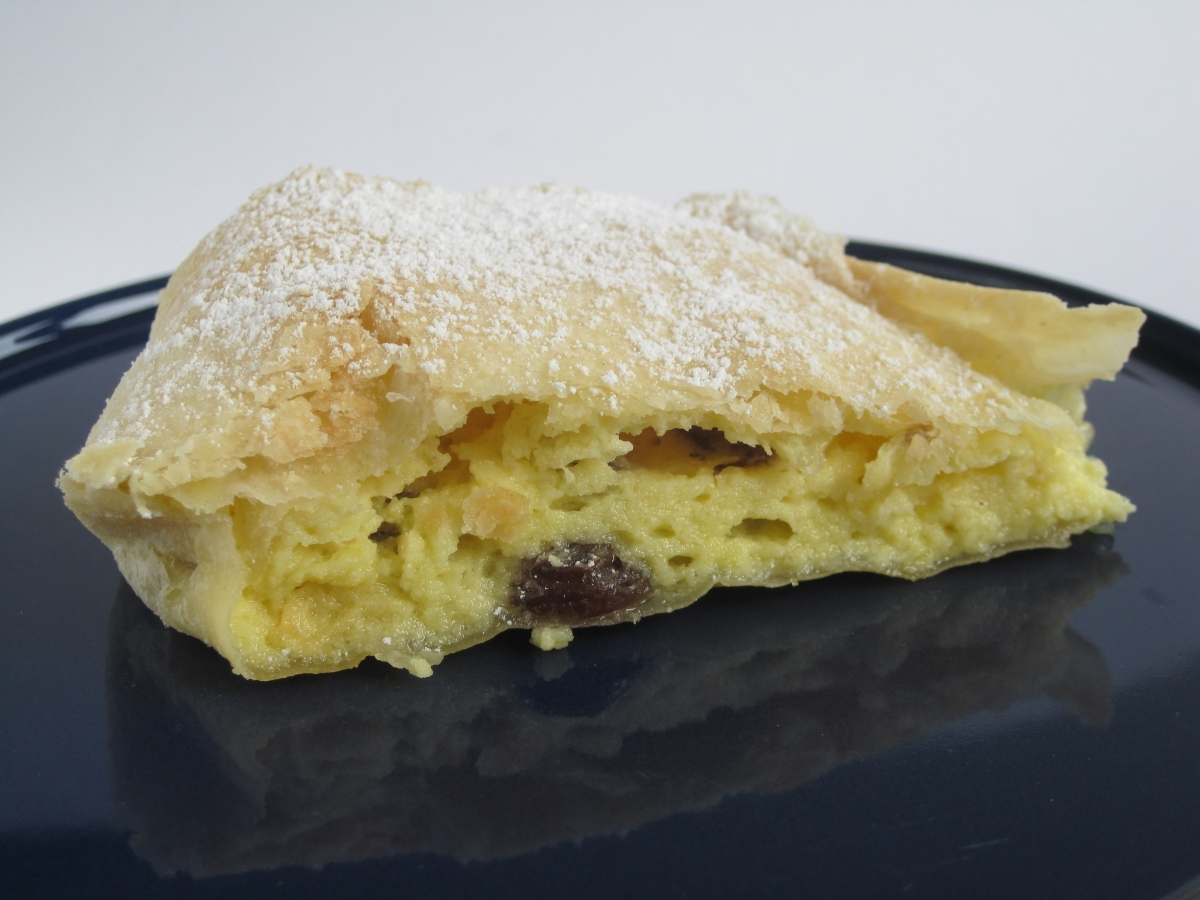
Quarkstrudel

### Bindemittel
Fettarmer Quark diente frühzeitig als natürliches organisches Bindemittel für die Farben der Kunstmaler, in der Wandmalerei und zur Herstellung von üblichen Wandfarben. Die Bindekraft des Kaseins ist hoch, die Haltbarkeit, das angenehme Arbeiten und Farbtiefe bei gleichzeitig leicht mattem Auftrocknen gelten als Vorzüge der aus Quark bzw. mit Hilfe von Quark hergestellten Kaseinfarben. Meist werden als Zusatz Erd- oder Mineralfarben als Pigmente verwendet. Die Farben sind untereinander mischbar, so dass sich eine Farbharmonie einstellt. Einerseits kann – wie in der Ölmalerei – „Nass-in-Nass“ gearbeitet werden, nach der Trocknung aber auch lasierend in Schichttechnik.
Quark wurde auch zu Kaseinleim verarbeitet.

### Trivia
Bis in die 1930er Jahre wurde aus dem – aus Quark gewonnenen – Kasein der Kunststoff Galalith hergestellt, der u. a. für Knöpfe und Schmuck, aber auch zu Isolationszwecken für elektrische Anlagen verwendet wurde. Auch heutzutage wird Galalith aufgrund seiner Materialeigenschaften etwa für Stricknadeln oder Plektren eingesetzt.
Caseinhydrolysate oder Peptone aus Casein werden in der Mikrobiologie zum Teil als Bestandteil von Nährböden oder Nährlösungen zur Kultivierung von Mikroorganismen verwendet, beispielsweise im Casein-Soja-Pepton-Agar.

## Sonstige Quarksorten

### Sauermilchquark
Sauermilchquark ist der ausschließlich durch Milchsäuregärung gewonnene Quark und bildet das wichtigste Ausgangsprodukt für die Herstellung aller Sauermilchkäse. Die Dicklegung erfolgt in der modernen Milchwirtschaft in der Regel aus pasteurisierter Magermilch durch Beimpfung mit mesophilen, in neuerer Zeit auch thermophilen Säuerungskulturen, Dicklegen und Abscheiden der Molke bis zu einem Trockenmassegehalt von mindestens 32 %. Bei der Weiterverarbeitung zu Sauermilchkäse wird der Säuregrad durch Zugabe von Säureregulatoren wieder etwas gesenkt.

### Labquark
Labquark wird durch Zugabe von Lab gewonnen; er ist als Zusatz (bis zu 40 %) bei der Herstellung von schimmelgereiften Sauermilchkäsesorten zulässig, wo er das Wachstum der Schimmelpilze begünstigt, ist aber weniger üblich geworden als früher. Die Herstellung variiert und schließt eine Säuerung durch Beimpfung mit Säuerungskulturen mit ein, so dass in jüngerer Zeit die Gerinnung durch die Labenzyme nicht mehr stark überwiegt. Es handelt sich daher praktisch um nichts anderes als einen trockenen Speisequark.

### Buttermilchquark
Buttermilchquark wird entweder ausschließlich aus Buttermilch hergestellt oder aber aus einem Gemisch von Buttermilch und Magermilch im Verhältnis 1 : 1 oder 1 : 2. Reiner Buttermilchquark wird durch Erhitzen auf relativ hohe Temperaturen eingedickt (mindestens 50 °C, jedoch für eine körnige, trockene Beschaffenheit auch bis 75–80 °C). Gemischter Buttermilchquark wird bei 30–38 °C durch die Eigensäure und die Milchsäurebakterien aus der Buttermilch dickgelegt.

## Etymologie, weitere Bedeutungen

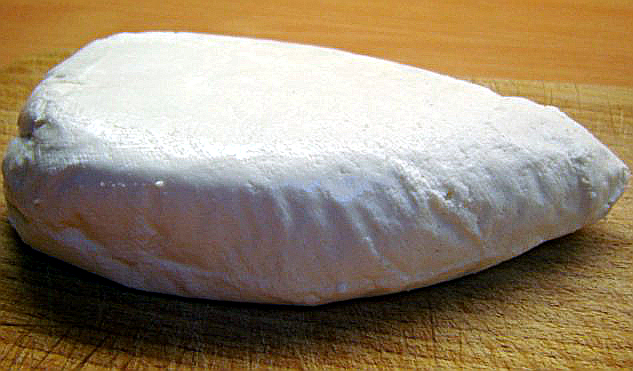
Polnischer twaróg

Das Wort Quark ist seit dem 14. Jahrhundert belegt. Es  wurde im Spätmittelhochdeutschen als twarc, quarc, zwarg aus einer westslawischen Sprache entlehnt und hat heute Entsprechungen in den Ausdrücken für Quark in verschiedenen slawischen Sprachen, zum Beispiel polnisch twaróg, tschechisch tvaroh, russisch творог, niedersorbisch twarog und obersorbisch twaroh. Das ursprüngliche altslawische Wort wird meistens in Verbindung mit dem kirchenslawischen творъ („Form“) gebracht. Die Wortbildung ist also der des italienischen formaggio bzw. französischen fromage ähnlich.
Im bairischen Sprachraum hat der Begriff „Topfen“ unterschiedliche Dialektalität: Während er in Österreich durchaus Teil der Standardschriftsprache ist, hat er in Altbayern nur eine Teilschriftfähigkeit. So wird er von einigen Lebensmittelherstellern werblich verwendet, um die Regionalität des Produkts zu signalisieren, steht aber in der Wertigkeit unter „Quark“ und gilt anders als z. B.  der in Bayern inzwischen verschwundene Begriff „Jänner“ nicht einmal als geschriebenes Dialektwort. Das Wort selbst wird aus dem althochdeutschen  topho (11. Jahrhundert) bzw.  mittelhochdeutschen topfe hergeleitet (aus dem  auch das  neuhochdeutsche Tupfen  im Sinne von Fleck oder  Punkt entstand), da Quark aus den Klümpchen der geronnenen Milch besteht.
Weitere regionale Bezeichnungen sind Matte (Westmitteldeutschland), Matz/Mut (Ostmitteldeutschland), Schotten (Süddeutschland, Südost- und Westösterreich) oder Schottenkas (Kärnten), Tschotten (Südtirol), Topfkäse, Bibbeleskäs (Baden/Elsass), Ziebeleskäs (Franken), Klatschkies (Rheinland), Sibbkäs (Hessen), Schmerkees (Südhessen), Luckeleskäs oder Luggeleskäs (Württemberg) und Weißkäse oder weißer Käs (Süddeutschland), Glumse (Ostpreußisch).
In einer Redensart wird umgangssprachlich bis heute gesagt: „Erzähl doch keinen Quark“, bisweilen auch mit „… Käse“ formuliert, in der Bedeutung: Unsinn, dummes Zeug, leeres Gerede, etwas Wertloses, Angeberei. Besonders in der Form von Quark ist Käse ein leicht herzustellendes und damit relativ billiges Nahrungsmittel, was zu solcher negativen Bedeutung von ‚Käse‘ geführt haben kann; auch werden diese Lebensmittel ja bei falscher oder zu langer Lagerung oder ungenügender Reifung bald unansehnlich und wenig schmackhaft. Anwendungsbeispiel als Aufschneiderei: Ein andrer sagt von alten kesen, wie er ein Hauptman sey gewesen.

## Geschichte
Schon bei den Griechen wurde Quark zur Kuchenherstellung genutzt. So führt der griechische Schriftsteller Athenaios vier verschiedene Kuchen an, deren Hauptbestandteil Quark war. Der Geograph Strabon berichtet davon, dass die Galaktophagen, ein Stamm der Skythen, von Pferdekäse, Milch und Quark gelebt hätten.
Tacitus führt unter der Nahrung der Germanen eine geronnene Milch (lac concretum) auf; bei dieser kann es sich um Quark, Dickmilch oder eine andere Frischkäsezubereitung handeln.
Mindestens seit 1500 ist die Zubereitung von Quark beschrieben. Ein Buch von 1696 beschreibt „aus der sauren Milch aber machet man Quarg=Kaes oder Kwarck=Kaes“.
1677 wird Glums, quarck auf Lateinisch als „oxygalacteus“ übersetzt. 1717 wird Lac, die Milch, Mol(c)ken, Käs oder Gloms und 1746 Käs oder Gloms als ein Teil von der Milch (Lac) bezeichnet, die anderen Teile Butter oder Sa(h)ne und Molcken, und 1788 beschreibt Fulda den Preus. Gloms als di(c)ke Milch.